# Európai zászló

Az Európai Uniót reprezentáló hivatalos zászló: kék alapon kör alakban 12 darab ötágú arany csillag, melyek mindegyike a hegyével felfelé mutat és az óralap számaival azonos pozícióban helyezkedik el. A kör az egységet jelképezi, a csillagok száma és a tagállamok száma között azonban nincs összefüggés.

Az európai zászló arányai

Az európai zászló (franciául: Le drapeau européen ) kék (Dark Powder Blue) háttéren tizenkét ötágú aranysárga (Tangerine Yellow) színű csillag alkotta körből áll. A zászló hossza a magasságának másfélszerese. A csillagok az európai népek közötti egység, szolidaritás és harmónia eszményét jelképezik.
Az Európai Unió hivatalos kiadványában nem szabványokra, hanem kereskedelmi meghatározásra (Pantone) épülő módon azonosítja az embléma két színét, a kék a Reflex Blue, a sárga: a Process Yellow. Az emblémát bármely természetes vagy jogi személy használhatja meghatározott felhasználási feltételek mellett.
A kezdetektől fogva arra volt szánva a zászló, hogy az európai integrációra törekvő helyi szervezetek is használják majd. 1986. május 26-án az Európai Gazdasági Közösség is elfogadta a zászlót. Első alkalommal az Európai Közösség brüsszeli székháza előtt, 1986. május 29-én vonták fel az árbócra. Később az 1990-es években a maastrichti szerződéssel megalakuló Európai Unió is elfogadta a szimbólumot. Ettől kezdve a zászló használatát az Európa Tanács és az Európai Unió közösen szabályozza. A szimbólum megjelenik az euró bankjegyek grafikáin is, a csillagok külön az érméken is szerepelnek. Habár a zászlót leginkább az Európai Unióval hozzák összefüggésbe eredetileg a létrehozója, az Európa Tanács használta. Napjainkban már Európa jelképének tartják. A zászlón szereplő 12 csillag száma változatlan, mivel ez a szám a tökéletesség és az egység szimbóluma (tizenkét apostol, Jákob 12 fia, Hercules 12 feladata, 12 hónap).
A zászlót Paul Lévy   alapötlete nyomán , Arsène Heitz strasbourgi művész tervezte, aki az akkori Európa Tanács munkatársa volt. Az Európa Tanács a zászló tervét, Európa jelképeként, 1955. december 8-án Gerard Slevin írországi főheraldikus szakértő javaslatára  fogadta el.
1953-ban az Európa Tanácsnak 15 tagja volt, ekkor felmerült, hogy a zászlót megváltoztatják, és minden tagot egy-egy csillag képvisel, a jövőben pedig nem változtatnak ezen. Ezt az NSZK ellenezte, mivel az egyik tag a vitatott jogállású Saar-vidék volt, és ha külön csillagot kap, az azt sugallta volna, hogy független állam. Franciaország ugyanerre az alapra helyezte ellenvetését a tizennégy csillagos zászló ellen, ami azt jelentette volna, hogy a Saar-vidék az akkori Nyugat-Németország része. A tizenhármat hagyományosan szerencsétlen számnak tekintették, ezenkívül az Egyesült Államok legkorábbi zászlóján is tizenhárom csillag volt.
A zászló elfogadásának 20. jubileuma alkalmából bélyegen is megjelent a szimbólum. 2015-ben a 30 éves Európai Uniót jelképező lobogó grafikájával díszített emlékérmet bocsátottak ki, az érmén 12 csillag látható, amelyek emberi alakokká változva jelképezik Európa újjászületését.
2017-ben az európai zászló eltávolítását követelte Jean-Luc Mélenchon francia baloldali politikus a francia nemzetgyűlésből, ellentmondást látva abban, hogy ha francia nemzetgyűlés nemzeti, akkor miért van egy nemzetek feletti zászló az üléstermében. 2019-ben Emmanuel Macron kormánya jóváhagyta azt az oktatási reformcsomagot, amely azt tartalmazta, hogy az Európai Unió zászlaját is ki kell tenni a francia lobogó mellé az iskolákban.

## A 12 csillag szimbólum
1950. május 9-én Robert Schuman bejelentette egy „európai szövetség” létrehozásának tervét, amely megváltoztatta Európát és az egész világot. Az Európa Tanács 1950. augusztus 18-án először vitatta meg a már megépített Európa szimbólumának létrehozását. Strasbourgban szenvedélyes viták zajlottak, hogy létrehozzanak egy olyan szimbólumot, amely transznacionális, meghaladja a saját korát és amelyben minden európai ember felismerheti magát. A tervezőknek kerülni kellett bármely nemzeti zászlóval, különösen a csillagokkal és csíkokkal való hasonlóságot. A zászló-vita öt évig tartott, mert 101 különböző minta volt, majd sok-sok vita után a tizenkét csillag szimbólumot fogadták el, mint minden politikai jelentéstől független számot. A zászló európai uniós jelképpé emelkedett.
1955. október 25-én az Európa Tanács a 88. ajánlás alapján úgy határozott, hogy jelképeként egy azúrkék emblémát fogad el. 
- Heraldikai leírás:
  - Azúrkék embléma, amelyen egy tizenkét elemből álló körben ötágú aranycsillagok vannak, amelyek pontjai nem érintkeznek.
- Szimbolikus leírás: 
  - A nyugati ég kék hátterén a csillagok körben ábrázolják Európa népeit, az egység szimbólumát. A tizenkét csillag változatlan száma, a tökéletesség és teljesség jelképe.[21][22]

1985. június 28-29-én hagyta jóvá az Európa Tanács, az európai népek közötti ideális egység szimbólumaként az európai zászlót, amelyet a közösségi intézmények hasznának.
Minden, eurózóna tagállam  2012. júniustól kezdve évente két emlékérmét verethet. Törvényes fizetőeszközként csak 2 eurós (€2) érmék használhatók és a kibocsátható érme darabszáma is korlátozott. Az érmén kötelező feltüntetnie körben az európai zászló motívumát, a tizenkét csillagot, a kibocsátás évét és az ország nevét.

### A zászló szimbólumának inspirációi

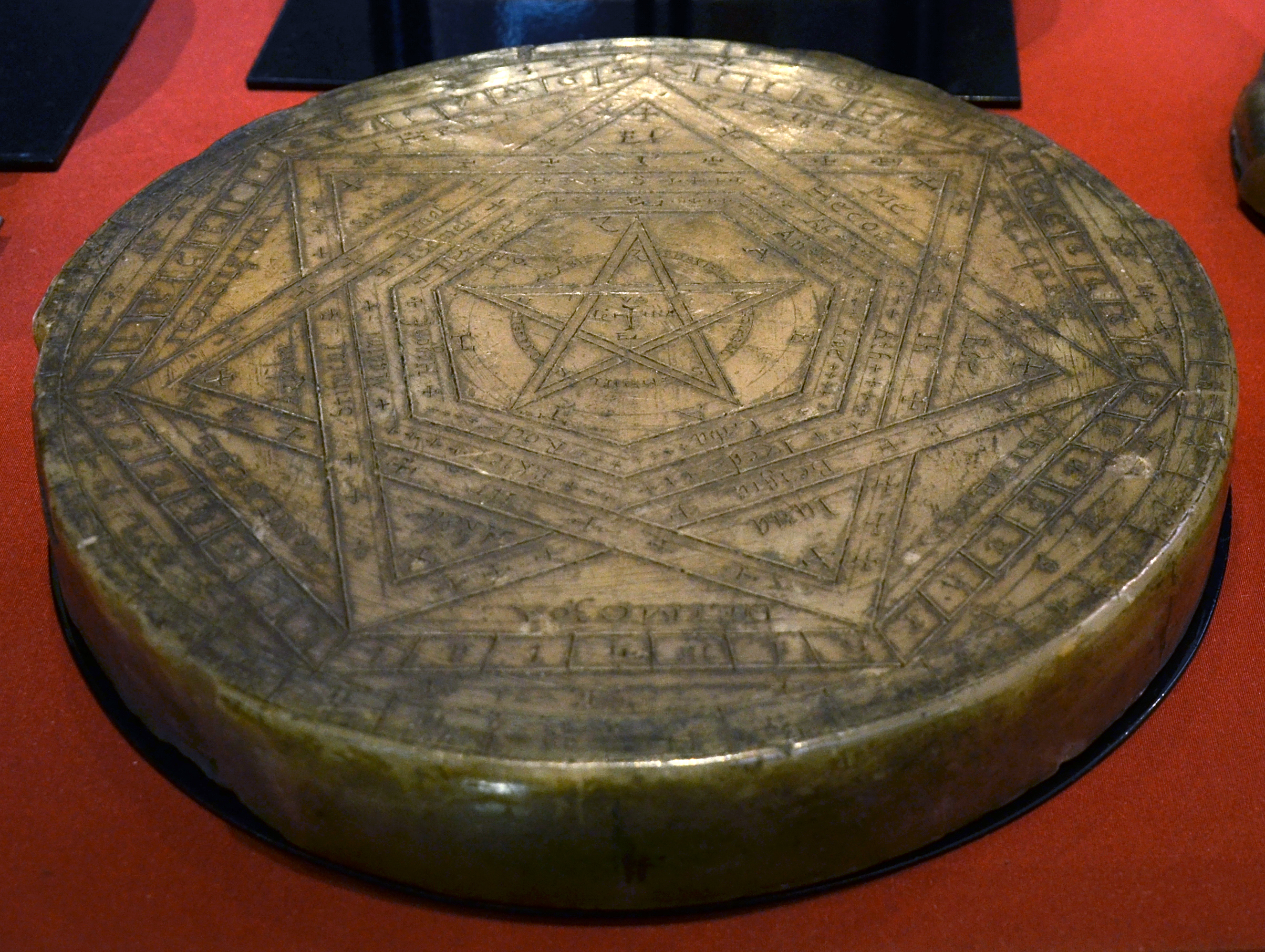
Dei Æmeth a mágikus diagram.
Két körből, egy pentagrammából és három heptagonból áll. Az ötágú csillag (pentagramma), az öt irány szimbóluma: elöl, hátul, balra, jobbra és felül. Számos helyen megtalálható benne az aranymetszés aránya

A teljesség és tökéletesség szimbóluma az európai kultúrában mindenütt jelen van:
- a Biblia – János Apostolnak Mennyei Jelenésekről való könyve „…egy asszony, ki a Napba vala felöltözve, és lábai alatt vala a Hold, és az Ő fejében tizenkét csillagból korona”[27]
- a zodiákus – az állatöv 12 csillagjegyre osztja az ekliptikát
- az év hónapjai – a Julianus-naptár, a Gergely-naptár és a zsidó naptár is tizenkét hónapból áll
- a 12 óra egy óralapon[28]
- a tizenkét olümposzi isten (Dodekatheon) – Zeusz, Héra, Poszeidón, Aphrodité, Héphaisztosz, Apollón, Hermész, Démétér, Artemisz, Pallasz Athéné, Arész, Hesztia
- a tizenkét táblás törvény – a római jog egyik korai forrása a Lex duodecim tabularum
- a tizenkét apostol – Péter apostol, András apostol, Idősebb Jakab apostol, János apostol (Jn.), Fülöp apostol, Bertalan apostol, Tamás apostol, Máté apostol (Mt.), Ifjabb Jakab apostol, Júdás apostol, Simon apostol, Iskarióti Júdás
- a kerekasztal 12 lovagja
- a bibliai Jákob 12 fia – Rúben, Simeon, Lévi, Júda, Izsakhár, Zebulon, Gád, Áser, Naftali, Dán, József és Benjámin. Ők a zsidó törzsek ősei.
- a hős Héraklész 12 feladata
- A kromatikus hangsor 12-fokú skálája, a hangköznevek:  prím,  szekund,  terc,  kvart,  kvint, szext, szeptim,  oktáv,  nóna,  decima, undecima, duodecima.[29]

### Egyéb feltételezések

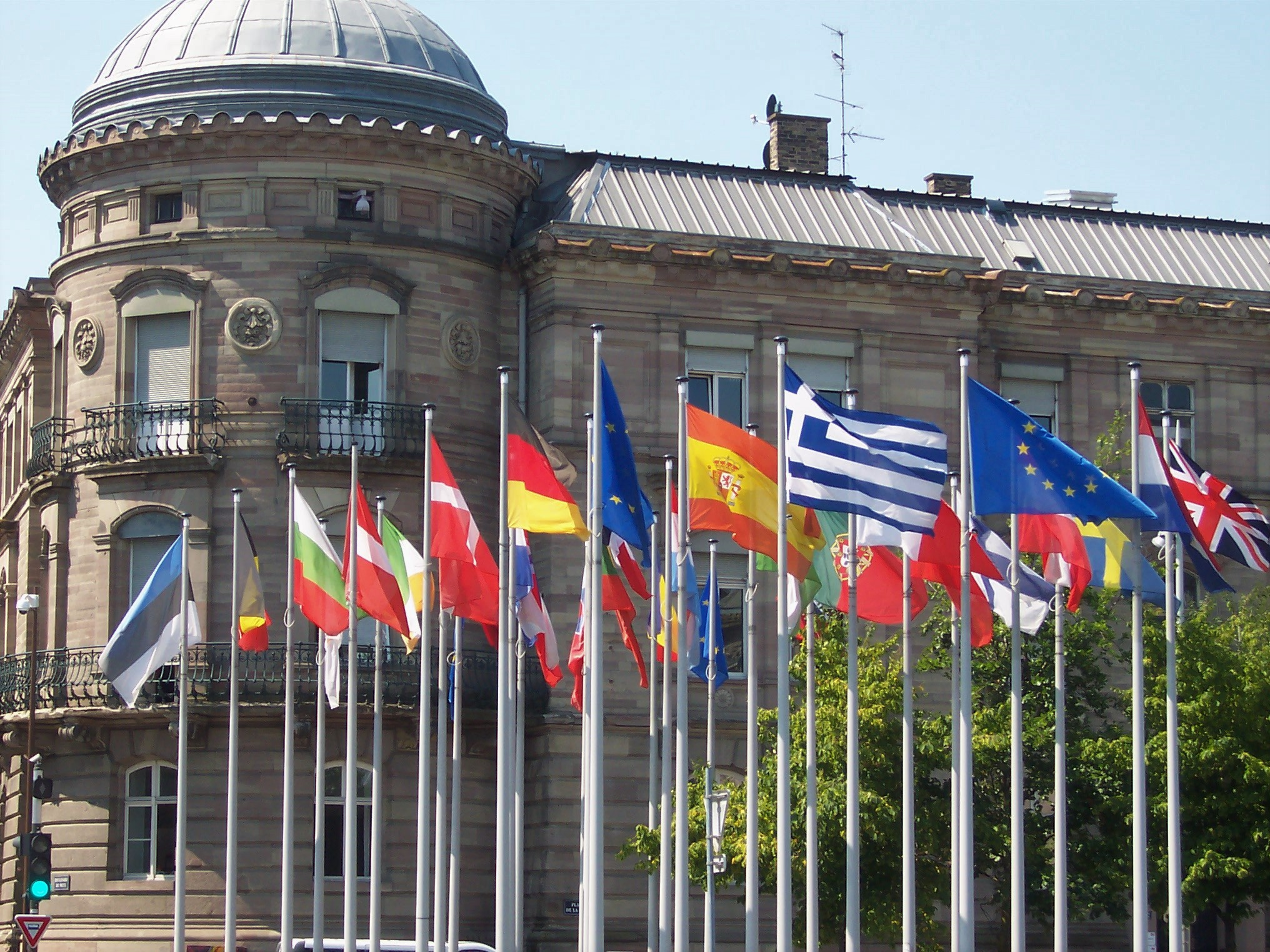
A hivatalos európai zászló Strasbourgban, a tagállamok zászlóival

Attól kezdve, hogy 1950-ben az Európa Tanács pályázatot hirdetett egy zászló megtervezésére, amely a kontinens jelképe lehet, a szimbólum inspirációja folyamatos vita tárgyát képezi. Feltevések egész sora szerint a 12-es számnak a tökéletességet és egységet szimbolizáló jelentésén túl, további jelentése is van. 1953-ban 15 nemzet vett részt a zászlót létrehozó Európa Tanácsban, 1955-ben mégis egy tizenkét csillagos motívumú zászló tervét fogadták el. 2017-ben Jean-Luc Mélenchon francia politikus úgy nyilatkozott, mivel Arsene Heitz, buzgó katolikusként lett az európai szimbólum létrehozója, ezért egy trójai falóban megbújt személyt jelent, senkinek sincs joga a Francia Köztársaságra kényszeríteni az európai zászló vallási jelképét. Ez értetlenkedést szült sokakban és különféle feltételezések születtek. A francia Le Monde cikke megállapította: mivel Törökország, az Európa Tanács tagja, elutasította a vallási szimbólumokat viszont beleegyezett a csillagok szerepeltetésébe, túlzottnak tűnhet az, ha az európai zászlót "vallási emblémának" minősíti valaki, valószínűleg csak azért, mert az EU embléma ábrája rendkívül hasonlít Szűz Mária tizenkét csillagból álló koronájához, ami gyakran előfordul a római katolikus egyházi művészetben és a keresztény ikonográfiában, mint például a „La médaille miraculeuse” ábráján. vagy a megkoronázott Mária szobrokon is.  Az ortodox keleti egyházakban és a római katolikus egyházban kivételes tisztelet (hüperdúlia) illeti meg Szűz Máriát. Ez a tény, azt a feltevést sugallta, hogy a zászló része egy összeesküvés-elméletnek, melynek célja a római katolikus egyház hatalmának növelése vagy a Német-római Birodalom újjáélesztése. Néhány vallásos szervezet ennek az ellenkezőjéről van meggyőződve, és úgy vélik, a csillagok a babiloni mítoszban szereplő Mennyek Királynőjét jelképezik, és arra utalnak, az EU vezetőségére jelentős hatással van egy egyházellenes mozgalom. A legtöbb hatóság az efféle feltevéseket kitalációnak tartja.
Az egyesek által a zászló tervezőjének tartott Arsène Heitz a tervezés fázisában nem fedte fel a szimbólum bibliai eredetét, csak később nyilatkozta azt, hogy neki a Bibliából ismert Jelenések könyve egyik utalása adta az ihletet és akkoriban olvasott a párizsi Rue du Bac kápolnában 1860-ban történt Mária jelenésről és a csodálatos éremről is, amelynek az egyik oldalán a körben elhelyezkedő tizenkét ötágú csillag az Újszövetség tizenkét apostolát szimbolizálja. Paul Lévy egy nyilatkozatában úgy emlékezett, hogy a zászló ötletét az ihlette, hogy elsétált a Szent Szűz Mária-szobor mellett Strasbourgban. A zászló alkotói, Lévy és Heitz egyaránt hívő katolikusok voltak, azonban a szekuláris elvek miatt természetesen el kellett kerülniük a tizenkét csillag és a kék háttér vallási jelentőségét. Arsène Heitz 1987-ben a zászló megtervezésében játszott szerepéről nyilatkozva azt mondta, hogy „Európa zászlaja a Szűzanya zászlaja”. Ezért, van aki szerint az EU zászlaja Szűz Mária hagyományos katolikus szimbólumát ábrázolja, de mivel a kereszt jele és a Szűz alakja is el van hagyva, megfelel az európai protestáns, zsidó vallású és a muzulmán vallású polgárok számára is Európa szimbólumaként. A Szűz képein a 12 csillagból álló koszorú a mindenség királynőjeként tisztelt alakjának méltóságára utal. A Koszorú csillag magyar csillagmondája Szűz Mária eljegyzésének történetéhez kapcsolódik. A középkori reneszánsz festők a legdrágább festéket, az ultramarinkéket csak Szűz Mária ruhájához használták. A kék régebben a keresztény kultúrkörben az ördög színe volt, így ugyanaz a szín két, egymással teljesen ellentétes jelentésű fogalomhoz tartozhatott.
A zászló hasonlít a Nemzetközi Páneurópa Unió szervezet zászlójára, amelynek célja a keresztény Európa egysége és amelyet a 20. század első felében alapítottak az európai egység és az európai föderalizmus propagálására. 1955-ben az Európa Tanács  Miniszteri Bizottságának tagjai egy híján a páneurópai zászlóra szavaztak, Törökország szavazata elegendő volt a vétóhoz, a hivatkozási alap pedig a zászlóban megjelenő kereszttel szembeni török ellenérzés volt. A szervezet elnöke sokáig Habsburg Ottó volt, annak a családnak a feje, amelyikből 12 Habsburg császár származott. A történészek szerint Európa a több évezredes görög-római és a zsidó-keresztény értékekre épül és két legfontosabb tartópillére a klasszikus antikvitás és a kereszténység. A különféle kultúrájú országok történelmileg eltérő víziókat kínálnak a kontinens jövőjéről.
A szimbólum kialakulásának mérföldkövei 
| Év   | Esemény |
| ---- | --- |
| 1949 | A második világháború következményeként megalakul az Európa Tanács. |
| 1955 | Az Európa Tanács megalkotja szimbólumait, a zászlaját és az Európa Himnuszt az európai egység és békés felemelkedés jelképeként |
| 1957 | A Római szerződéssel megalakul az Európai Gazdasági Közösség, alapító tagjai: Belgium, Franciaország, Hollandia, Luxemburg, Németország és Olaszország – „a Hatok”. |
| 1967 | Az Európai Gazdasági Közösség, az Európai Atomenergia Közösség (alapítva 1957-ben) és az Európai Szén- és Acélközösség (alapítva 1951-ben) egyesítéséből megalakul az Európai Közösség. |
| 1973 | Az Egyesült Királyság, Írország és Dánia csatlakozik a Közösséghez, megalkotva a „Kilencek”-et. (Norvégia nem kíván csatlakozni.) |
| 1981 | Görögország belép a Közösségbe. |
| 1986 | Portugália és Spanyolország is csatlakozik, velük a tagok száma tizenkettőre emelkedik. |
| 1986 | Az Európa Tanács engedélyével az Európai Közösség sajátjának fogadja el az európai zászlót. |
| 1992 | A maastrichti szerződés létrejötte. Az európai zászló és embléma szimbolizálja a maastrichti szerződés életbelépése után az Európai Uniót. Így az Európai Bizottság és az Európa Tanács felelősségi körébe tartozik, hogy mindennemű alkalmazása és használata során intézkedjen a velük kapcsolatos visszaélések megakadályozására. |
| 1993 | Ratifikálják a maastrichti szerződést. Befejeződik az európai közös piac kialakulása, létrejön az Európai Unió. |
| 1995 | Ausztria, Finnország és Svédország csatlakozik az Unióhoz, melynek így tizenöt tagállama van. (Norvégia másodszor is a csatlakozás ellen dönt). |
| 2004 | A Nizzai szerződés értelmében Ciprus, Csehország, Észtország, Lengyelország, Lettország, Litvánia, Magyarország, Málta, Szlovákia és Szlovénia belép az Unióba, melynek így 25 tagállama lett. |
| 2007 | Románia, és Bulgária csatlakozik az Unióhoz, melynek így 27 tagállama lett. |
| 2009 | A lisszaboni szerződés hatályba lépése. |
| 2013 | Horvátország is csatlakozik az Unióhoz, melynek így 28 tagállama van. |
| 2020 | Az Egyesült Királyság kilép az Unióból (Brexit), melynek így 27 tagállama lesz |

## A zászló használata Magyarországon
Az EU zászlajának használatáról az EU-csatlakozási törvény 139. §-a rendelkezik. Eszerint minden középületre ki kell tűzni az EU-zászlót is, amelyen a magyar zászló lobog, kivéve a magyar parlamentet és a magyar állam vagy helyi önkormányzat által alapított közintézményeket, bár ez utóbbiakra az alapító előírhatja a zászló használatának kötelezettségét.
2013. február 15-ig a parlamenten is lobogott az EU-zászló, bár jogszabály ezt nem tette kötelezővé. Ezen a napon azonban Kövér László házelnök úgy rendelkezett, hogy az EU-zászló helyére a nemzeti szolidaritás jeleként a Kárpát-medencei Képviselők Fórumának plenáris ülése alkalmából a székelység egyik szimbóluma a székely zászló kerüljön. A képviselői irodaház homlokzatán az EU-zászló korábbi helyére jelenleg a magyar zászló van kitűzve, amely a magyar államot szimbolizálja.

## Gyakoribb hibák a zászló ábrázolásában

Fejjel lefele elhelyezett embléma az európai zászlón.
Minden csillagnak felfelé kell mutatnia, azaz fent egy csúcs, lent pedig kettő.
Minden csillagnak ugyanabba az irányba (felfelé) kell mutatnia, nem körkörösen elforgatva.
Minden harmadik csillagnak a kör vízszintes vagy függőleges tengelyére kell esnie

## Javaslatok új zászlóra

A nem hivatalos EU-zászló, a „vonalkód”

Miután 2001 májusában aláírták a nizzai szerződést, ami Brüsszelt tette meg az Európai Unió fővárosává, az Európai Bizottság akkori elnöke, Romano Prodi és Guy Verhofstadt a belga miniszterelnök, aki később a Liberálisok és Demokraták Szövetsége (ALDE) frakcióvezetője lett, meghívták Rem Koolhaas tervezőt, hogy megbeszéljék a fővárosra vonatkozó követelményeket.
A megbeszélések során Koolhaas és munkatársai felvetették egy vizuális nyelv kifejlesztését. Ebből az ötletből egész sorozat rajz és vázlat született, köztük a „vonalkód”, ami egy új, színes jelképben próbálja egyesíteni az EU-tagállamok zászlóit.